# Кафр-Бара
Кафр-Бара (ивр. כפר ברא‎, араб. كفر برا‎) — местный совет в Центральном округе Израиля.
Расположен примерно в 20 км к северо-востоку от центра Тель-Авива и в 25 км к юго-востоку от города Нетания, на восточной окраине прибрежной равнины, на высоте 95 м над уровнем моря. Находится приблизительно в 2 км от Зелёной линии, которая отделяет Израиль от Западного берега реки Иордан. В 6 км к северу от Кафр-Бары расположен крупный палестинский город Калькилия. Площадь совета составляет 9,39 км². Население — арабы-мусульмане.

## Население
По данным Центрального статистического бюро Израиля, население на начало 2020 года составляло 3 678 человек.
Динамика численности населения по годам:
| 1961 | 1972 | 1983 | 1995 | 2005 | 2006 | 2009 | 2012 | 2016 |
| ---- | ---- | ---- | ---- | ---- | ---- | ---- | ---- | ---- |
| 348  | 668  | 924  | 1529 | 2559 | 2639 | 2879 | 3071 | 3354 |